# 奥托·瓦格纳

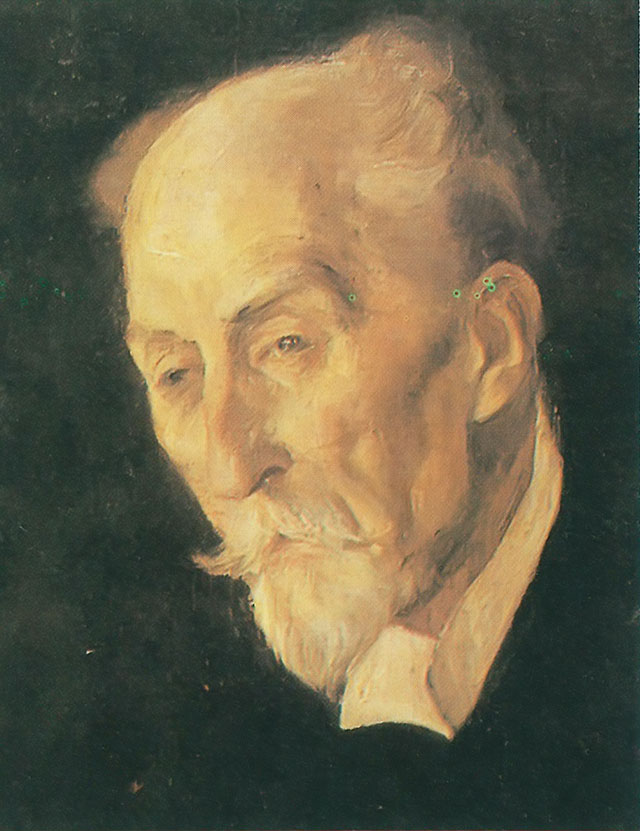
奥托·瓦格纳画像

奥托·瓦格纳（Otto Wagner，1841年7月13日—1918年4月11日），奥地利（奥匈帝国）建筑师和城市规划师，同时也是设计教育家。他的大量建筑作品改变了其家乡维也纳的城市风貌，代表了十九世纪末维也纳建筑界的革新与探索。他的作品和建筑理念、思想对后世产生了深远的影响。

## 生平
他于1895年出版《现代建筑》一书，介绍了其分离派的设计思想。1918年，奥托·瓦格纳死于西班牙流感。

## 作品
其代表作品包括：奥地利州银行、瓦格纳别墅、维也纳地铁站、霍夫亭车站、奥地利邮局储蓄银行和维也纳部分地铁站等。他曾担任维也纳美术学院建筑系教授，同时也是著名艺术与设计团体“维也纳分离派”的代表人物之一。分离派的代表人物还有：古斯塔夫·克里姆特、约瑟夫·奥布里希、科罗曼·莫塞、奥斯卡·柯柯希卡、约瑟夫·霍夫曼、埃贡·席勒等。